# Gaston Moreau
Pour les articles homonymes, voir Moreau.
Gaston Moreau est un homme politique français né le 3 octobre 1878 à Angers (Maine-et-Loire) et mort le 3 septembre 1958 à Joué-lès-Tours (Indre-et-Loire).

## Biographie
Petit-fils d'agriculteur et fils d'huissier, Gaston Moreau devient lui-même docteur en droit et avoué.
Il reçoit la Croix de Guerre, pour sa participation durant la Première Guerre mondiale (Citation à l'ordre du Régiment le 1er août 1917 : « sous-officier très dévoué comme sergent a fait plusieurs reconnaissances périlleuses en avant des premières lignes et en a rapporté des renseignements utiles. Comme adjudant, a été un auxiliaire précieux pour son chef de Bataillon »).
Il entre en politique en 1935, en se présentant aux élections municipales de Baugé sur la liste de l'Union républicaine. Le 6 mai 1935, il est élu conseiller municipal (avec 380 voix sur 747 inscrits, 668 votants), avec MM. Lebeau (395 voix) et M. Hulin son opposant (348 voix). Il est élu maire de Baugé le 19 mai 1935.
En 1936, il se porte candidat aux élections législatives en tant que Républicain Indépendant. Le 3 mai 1936, il bat au second tour le député sortant  radical, Francis Caillard (8349 voix contre 7789 voix). Il siège à l'Alliance des républicains de gauche et des radicaux indépendants, le nouveau groupe parlementaire unifié de l'AD. À la Chambre des députés, il intervient essentiellement sur les questions de logement et de propriété.
Il vote, le 10 juillet 1940, en faveur de la remise des pleins pouvoirs au Maréchal Pétain et se retire définitivement de la vie parlementaire. Il est réélu maire de Baugé jusqu'en 1945.
Il quittera dès lors la carrière politique pour continuer essentiellement son métier d'avocat, et accessoirement à celui d'écrivain.

## Sources
- Notices d'autorité :   - VIAF
  - BnF (données)
  - IdRef
- Ressource relative à la vie publique :   - Base Sycomore
- « Gaston Moreau », dans le Dictionnaire des parlementaires français (1889-1940), sous la direction de Jean Jolly, PUF, 1960 [détail de l’édition]
- « Baugé : élections municipales », Le Petit Courrier,‎ 5 mai 1935 (lire en ligne)
- « Baugé : Réunion du Conseil Municipal : Élection du Maire », Le Petit Courrier,‎ 20 mai 1935 (lire en ligne)
- « Baugé : élections législatives », Le Petit Courrier,‎ 30 avril 1936 (lire en ligne)
- Registre matricule de Poitiers 1898, Poitiers, 1898 (lire en ligne)